# Sultanato de Kilwa
El Sultanato de Kilwa o Sultanato de Quiloa fue un sultanato medieval centrado en Kilwa (una isla frente a la actual Tanzania), cuya autoridad, en su apogeo, se extendía por toda Zanguebar (Costa Suajili). Según la leyenda, fue fundado en el siglo X por Ali ibn al-Hassan Shirazi, un príncipe persa de Shiraz. Su familia gobernó el sultanato hasta el año 1277, cuando fueron reemplazados por la familia árabe de Abu Moaheb hasta 1505, cuando fueron derrocados por una invasión portuguesa. En 1513, el sultanato ya estaba fragmentado en Estados más pequeños, muchos de los cuales se convirtieron en protectorados del Sultanato de Omán.
Fue el sultanato más importante de la cultura suajili. Su historia es principalmente conocida gracias a la segunda versión de la Crónica de Kilwa de 1520, tomada por João de Barros en Décadas de Asia de 1552. Por este último, conocemos una lista de sus soberanos.

## Historia

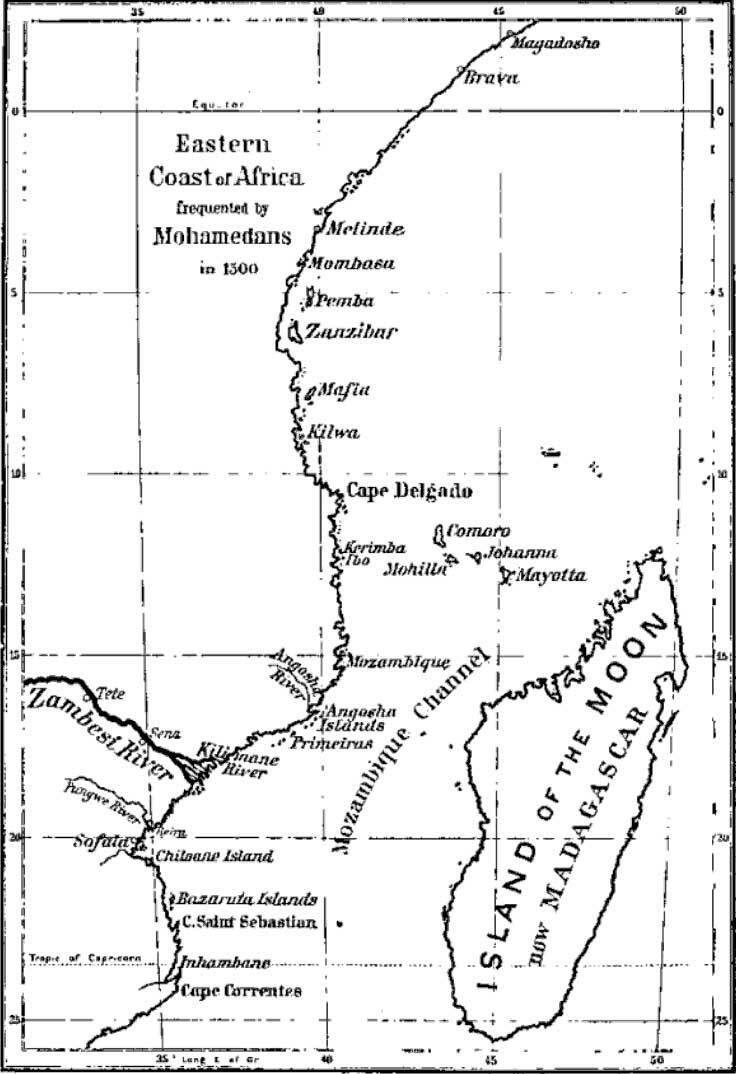
Principales ciudades de África Oriental, c. 1500. El sultanato de Kilwa se extendía desde el cabo Correntes por el sur hasta Malindi en el norte.

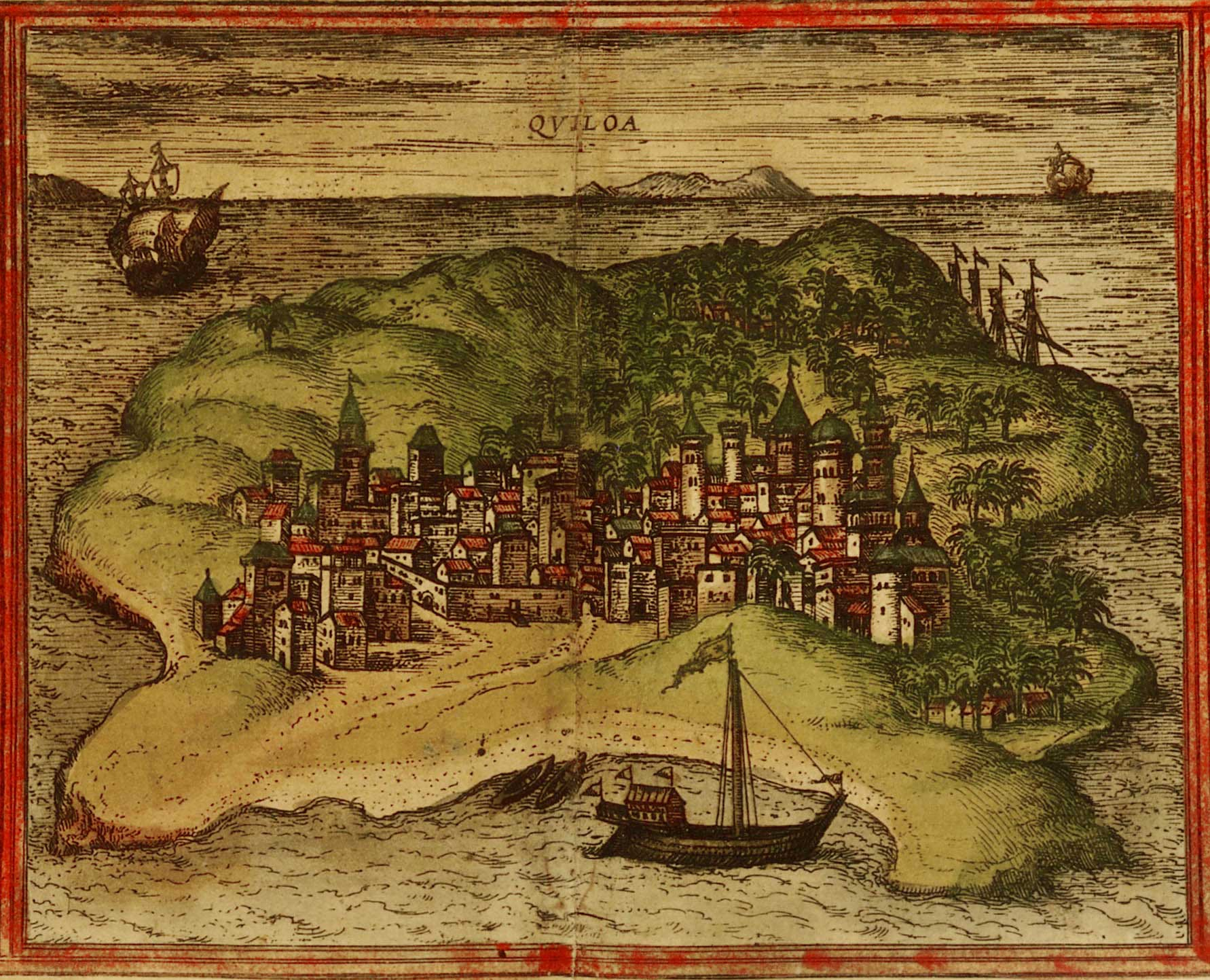
Ciudad de Kilwa (Quiloa) en c. 1572.

La historia de Kilwa comenzó alrededor de los años 960-1000, según la leyenda, con Ali ibn al-Hassan Shirazi, uno de los siete hijos de un gobernante de Shiraz, Persia, siendo su madre una esclava abisinia. Tras la muerte de su padre, Ali fue expulsado de la herencia por sus hermanos. Al zarpar de Ormuz, Ali, su familia y un pequeño grupo de seguidores se dirigieron primero a Mogadiscio, la principal ciudad comercial de la costa este de África. Sin embargo, Ali no consiguió ganarse a la élite somalí de la ciudad y pronto fue expulsado de allí.
Bordeando la costa africana, Ali compró la isla de Kilwa a los habitantes bantúes locales. Según una crónica (Strong, 1895), Kilwa era originalmente propiedad de un rey bantú continental 'Almuli' y estaba conectada por un pequeño puente terrestre al continente, que aparecía durante la marea baja. El rey acordó vendérsela a Ali por la mayor cantidad de tela de color que pudiera cubrir su contorno. Pero cuando el rey más tarde cambió de opinión y trató de recuperarla, los persas habían excavado el puente de tierra y Kilwa ahora era una isla.
En lugar de ser un recuento literal de eventos, esta historia legendaria sirvió para legitimar la dinastía a través de vínculos con el islam. Según Horton y Middleman, "el descendiente de una familia islámica noble y una esclava abisinia (etíope)" explica "por qué los gobernantes eran negros, pero también de ascendencia real musulmana; la entrega de telas al gobernante le hizo 'civilizado' y así su hija se llegó a ser casadera".
El enclave de Kilwa, situado dentro de rutas comerciales muy activas por la zona, se convirtió en un importante centro comercial de África Oriental mucho mejor posicionado que Mogadiscio. Rápidamente comenzó a atraer a muchos comerciantes e inmigrantes de más al norte, incluidos los de Persia y Arabia. En solo unos años, la ciudad fue lo suficientemente grande como para establecer un asentamiento satélite en la cercana isla de Mafia.
Fue así que Kilwa, como centro comercial desafió el dominio que alguna vez tuvo Mogadiscio sobre la costa del este de África. Suleiman Hassan, el noveno sucesor de Ali (y duodécimo gobernante de Kilwa, c. 1178-1195), arrebató el control de la rica ciudad sureña de Sofala, principal centro de distribución del comercio de marfil y oro con la Gran Zimbabue y Monomotapa, en el interior. La adquisición de Sofala trajo una ganancia inesperada de ingresos en oro a los sultanes de Kilwa, lo que les permitió financiar su expansión y extender sus dominios a lo largo de la costa de África Oriental.
En el cenit de su poder en el siglo XV, el Sultanato de Kilwa poseía o reclamaba el señorío sobre las ciudades continentales de Malindi, Inhambane y Sofala y los estados insulares de Mombasa, Pemba, Zanzíbar, Mafia, Comora y Mozambique, además de numerosos lugares más pequeños, esto es, esencialmente, lo que ahora se conoce como la "Costa Suajili".
Kilwa también reclamó el señorío a través del canal de Mozambique sobre los muchos pequeños puestos comerciales esparcidos por la costa de Madagascar (entonces conocida por su nombre árabe de "Isla de la Luna"). Hacia el norte, el poder de Kilwa fue contenido por las ciudades-Estado somalíes independientes de Barawa (una república aristocrática autónoma) y Mogadiscio (la ciudad que alguna vez fue dominante y principal rival de Kilwa). Hacia el sur, Kilwa se extendía hasta el cabo Correntes, por debajo del cual los buques mercantes no solían atreverse a navegar.
Aunque el poder se reflejaba en una sola persona, el sultán de Kilwa, el Sultanato de Kilwa no fue un Estado centralizado. Era más una confederación de ciudades comerciales, cada una con su propia élite interna, comunidades mercantiles y conexiones comerciales. El sultán podía nombrar a un gobernador o supervisor, aunque su autoridad no era igual en todas partes: en algunos lugares (por ejemplo, puestos avanzados como en la isla de Mozambique) era un verdadero gobernador, ejerciendo en nombre del sultán, mientras que en ciudades más establecidas como Sofala sus poderes eran mucho más limitados, más parecido a un embajador en la ciudad, que a un gobernador.

### Declive y caída
En los últimos años, los sultanes de Kilwa comenzaron a caer en manos de sus ambiciosos ministros (visires y emires), que desempeñaron el papel de hacedores de reyes y gobernantes de facto, y ocasionalmente intentaban imponerse con engaños (o a sus familiares), en el trono, en competencia con la dinastía real. El que tuvo más éxito fue probablemente el emir Muhammad Kiwabi, que gobernó Kilwa durante casi dos décadas con varios sultanes, incluido él mismo en un momento determinado.
A lo largo de su largo 'reinado', el emir Muhammad luchó una y otra vez contra su sobrino, Hassan ibn Suleiman (hijo de un visir anterior). Muhammad, de hecho, había intentado instalar a Hassan como sultán un par de veces, pero se encontró con una fuerte resistencia por parte de la población de Kilwa. Finalmente, el emir Muhammad decidió que, en aras de la conveniencia constitucional y la paz cívica, los sultanes de Kilwa siempre deberían proceder de la dinastía real, no de familias de visires. Muhammad mantuvo esa línea más o menos hasta el final, frustrando las ambiciones de Hassan.
El último sultán instalado por Muhammad antes de su muerte fue el príncipe real al-Fudail ibn Suleiman en 1495. El hombre que le sucedió en su puesto, el emir Ibrahim (conocido como Mir Habrahemo por Barros y Abraemo por Damião de Góis), ayudó a al-Fudail a aplastar al ambicioso Hassan de una vez por todas en una gran batalla afuera de Kilwa. Pero no fue mucho después de esta batalla que se dice que el emir Ibrahim traicionó y asesinó al sultán al-Fudail. En lugar de declararse sultán, Ibrahim asumió el poder simplemente con el título de emir, y afirmó estar ejerciendo el gobierno en nombre de un hijo de un sultán anterior, Suleiman (¿ibn Muhammad?), de la antigua dinastía real. Que nadie hubiera visto ni oído hablar de este príncipe, ausente durante años, fue muy conveniente para el emir Ibrahim.
La usurpación del sultanato por el emir Ibrahim conmocionó no solo en Kilwa, sino también en las ciudades vasallas. Muhammad había reconocido (tardíamente) la importancia de la corrección constitucional para la paz en el Sultanato, que él había pisoteado. La mayoría de los gobernadores locales de las ciudades vasallas de Kilwa, muchos de los cuales eran parientes o debían sus cargos al emir Muhammad y a la dinastía real, se negaron a reconocer esta usurpación y comenzaron a trazar un rumbo independiente para sus propias ciudades-Estado. El mandato del emir Ibrahim probablemente solo debía llegar a la ciudad de Kilwa y posiblemente, la isla de Mozambique.
Esta era más o menos el estado del sultanato cuando llegaron los portugueses.
El explorador portugués Pêro da Covilhã, disfrazado de comerciante árabe, había viajado a lo largo del sultanato de Kilwa en 1489-90 y visitó los puertos de Malindi, Kilwa y Sofala. Entregó su informe de exploración a Lisboa, describiendo el estado real del sultanato. Los primeros barcos portugueses, al mando de Vasco da Gama, en su camino a la India, llegaron al sultanato en 1497. Gama se puso en contacto con los Estados vasallos de Mozambique, Mombasa y Malindi, buscando asegurar su cooperación como puestos de escala para las Armadas portuguesas de la India.
En 1500, la Segunda Armada portuguesa de la India, bajo el mando de Pedro Álvares Cabral, visitó Kilwa y trató de negociar un tratado comercial y de alianza con el emir Ibrahim. Pero el emir mintió y no se llegó a ningún acuerdo.
La bien armada Cuarta Armada de 1502, bajo el mando de Vasco da Gama nuevamente, llegó con más resolución, no estando dispuesta a aceptar un no por respuesta. Habiendo asegurado tratados separados con Malindi, Mozambique y el importantísimo Sofala, los portugueses utilizaron su amenazante flota para atacar la propio Kilwa e imponer un importante tributo al emir Ibrahim.
Se ha especulado si Ibrahim habría perdido una oportunidad de oro para restaurar su fortuna si hubiera alcanzado un acuerdo con Cabral en 1500, pues podría haber asegurado la ayuda de la marina portuguesa para recuperar a sus antiguos vasallos semiindependientes bajo su dominio. Al menos un noble de Kilwan, un tal Muhammad ibn Rukn ad Din (conocido por los portugueses como Muhammad Arcone), aconsejó al emir Ibrahim que entablara una alianza con los portugueses (por sus esfuerzos en conseguirlo, fue entregado como rehén a los portugueses por el emir, que luego se negó a rescatarlo, lo que le llevó ser sometido a la ira de Gama).
A su vez, los vasallos utilizaron a los portugueses, uno a uno, para asegurarse su ruptura permanente con el sultanato. El gobernante de Malindi fue el primero en acercarse los portugueses, forjando una alianza en 1497 (en gran parte dirigida contra Mombasa). Después del golpe de Estado del emir Ibrahim, no fue difícil persuadir al jeque Isuf de Sofala (Yçuf en Barros y Çufe en Góis) (aparentemente un sobrino del fallecido emir Muhammad) para que rompiera, y firmó un tratado con los portugueses en 1502 que permitía la construcción de una factoría portuguesa y un fuerte en Sofala en 1505.
Fue en 1505 cuando Francisco de Almeida llevó su flota al puerto de Kilwa y desembarcó a unos 500 soldados portugueses para expulsar al emir Ibrahim de la ciudad. Almeida instaló en el trono al mencionado Muhammad Arcone, como vasallo portugués. Recordando las correcciones constitucionales, Arcone insistió en que Micante, el hijo del difunto sultán al-Fudail, fuera designado su sucesor. Los portugueses levantaron una fortaleza (Fuerte Santiago) en Kilwa y dejaron una guarnición, al mando de Pedro Ferreira Fogaça.
El dominio portugués no fue muy bienvenido. Particularmente irritante fue la imposición de leyes mercantilistas portuguesas en el sultanato que prohibían a todos los barcos, excepto a los portugueses, comerciar con las principales ciudades costeras, lo que esencialmente dejó sin trabajo a muchos importantes comerciantes de Kilwan.
Los portugueses no se quedaron mucho tiempo. En mayo de 1506, Muhammad Arcone fue asesinado por el jeque de Tirendicunde (un pariente del emir Ibrahim). Según la regla de sucesión preestablecida, Micante ascendió al trono, pero Fogaça, al ver que la ascensión de Micante era apoyada por la antigua facción del emir Ibrahim, concluyó que no sería un títere portugués. En consecuencia, depuso a Micante e instaló a Hussein ibn Muhammad, un hijo de Arcone, como nuevo sultán.
El caos se apoderó de la ciudad de Kilwa. Los partidarios de Micante tomaron el control de gran parte de la ciudad, lo que obligó al sultán Hussein (y a los partidarios de Arcone) a buscar refugio en el portugués Fuerte de Santiago. Se produjeron disturbios callejeros y pronto estallaron incendios. En medio del caos, muchos residentes de Kilwan huyeron de la ciudad, dejándola prácticamente desierta, quedando apenas un puñado de bandas partidistas y la guarnición portuguesa.
Al enterarse del caos de Kilwan, el virrey portugués Almeida envió a un magistrado, Nuno Vaz Pereira, para investigar el asunto. Al llegar a finales de 1506, Pereira convocó a los dos sultanes que competían, Micante y Hussein y les pidió que presentaran sus casos. Pereira falló a favor de Hussein, confirmándolo como sultán, pero suavizó el golpe relevando al impopular comandante Fogaça y levantando las restricciones mercantilistas sobre el comercio marítimo de Kilwa.
Los que habían huido de Kilwa regresaron y se consiguió un breve período de paz, hasta que Hussein se puso a la cabeza del ejército de Kilwan contra Tirendicunde, para vengar el asesinato de su padre. La ciudad fue brutalmente saqueada y se tomaron numerosos prisioneros. Hussein luego envió emisarios a todas las ciudades vasallas del Sultanato de Kilwa, ordenándoles que volvieran a la obediencia porque, de lo contrario, correrían la misma suerte.
Ante el temor de que la tiranía de Hussein pudiera poner en peligro los intereses portugueses en África Oriental, el virrey Almeida revocó la decisión de Pereira, depuso a Hussein y reinstaló a Micante. Los portugueses abandonaron el sultanato en 1512.
El principal centro comercial de la zona pasó a Mombasa, lo que llevó a Kilwa a una continua decadencia, que solo recuperaría a finales del siglo XVIII y comienzos del XIX por el comercio de esclavos. En 1784, la isla quedó bajo el dominio de los sultanes de Omán y Zanzíbar. En la década de 1840 la ciudad fue abandonada.
En 1886, Kilwa fue anexado e integrado en la colonia del África Oriental Alemana, hasta 1918, después de la Primera Guerra Mundial. Luego quedó bajo control británico hasta la independencia de Tanzania en la década de 1960.
Las islas de Kilwa Kisiwani y de Songo Mnara tienen ruinas del período de la dominación de los sultanatos de Omán y Zanzíbar que han sido catalogadas como Patrimonio de la Humanidad por la Unesco en 1981.

## Viajeros
El viajero árabe Ibn Battuta lo visitó en 1331, describiendo la ciudad de Kilwa como muy bella y bien construida y una de las más hermosas del mundo. El explorador británico Richard Francis Burton la visitó en 1859.